# Tondanotettix brevis
Tondanotettix brevis är en insektsart som först beskrevs av Wilhem de Haan 1842.  Tondanotettix brevis ingår i släktet Tondanotettix och familjen torngräshoppor.

## Underarter
Arten delas in i följande underarter:
- T. b. meridionalis
- T. b. brevis